# Meliboeus notatus
Meliboeus notatus es una especie de escarabajo del género Meliboeus, familia Buprestidae. Fue descrita científicamente por Thunberg en 1789.